# Gefundeerde theorie
Gefundeerde theorie (Engels: grounded theory) is een sociaal-wetenschappelijke onderzoeksmethode voor de ontwikkeling van theorieën door het systematisch verzamelen en analyseren van kwalitatieve gegevens (interviewtranscripten, observatieprotocollen). Het betreft geen enkelvoudige methode, maar bestaat uit een reeks ineengrijpende werkwijzen. Gefundeerde theorie wordt veelal als methodologie voor kwalitatief onderzoek beschouwd die een pragmatische handelingstheorie combineert met vaststaande analysemethoden. Deze analysemethoden zijn gestoeld op de theorie van symbolisch interactionisme. Het doel is werkelijkheidsgetrouwe theorieën te ontwikkelen en deze voor de praktijk bruikbaar te maken, waardoor de kloof tussen theorie en praktijk vermindert.
De epistemologische grondslag is niet de reconstructie van subjectieve standpunten, maar het blootleggen van de onderliggende (sociale) fenomenen.
Andere doelen van gefundeerde theorie zijn:
- Ontwikkeling van theorieën uit de verzamelde gegevens
- De verschaffing van verklarende theorieën voor menselijk gedrag, gedragspatronen en sociale processen
- Wijziging of verdieping van bestaande theorieën
- Het onderzoeken van de interactie, sociaal gedrag en de ervaringen van mensen

## Ontstaan
Gefundeerde theorie is in de jaren 1960 ontstaan aan de Universiteit van Chicago. Anselm Strauss, die gestudeerd had bij Herbert Blumer, verrichtte samen met Barney Glaser een medisch-sociologisch onderzoek waarbij zij een bijbehorend instrumentarium systematiseerden. Categorieën en codering spelen een centrale rol in de onderzoeksmethode van Glaser en Strauss.

## Werkwijze
Voor de ontwikkeling van gefundeerde theorie wordt gebruikgemaakt van vergelijkende analyse. Glaser en Strauss bepleitten daarvoor de strategie van theoretische steekproeven (theoretical sampling). Kenmerkend voor gefundeerde theorie is de voortdurende afwisseling van gegevensverzameling en –analyse, welke iteratief plaatsvindt. Dit betekent concreet dat de onderzoeker na analyse van de eerste tekstcorpora terug het veld ingaat om aanvullende gegevens te vergaren. Deze nieuwe gegevens zijn idealiter zo afwijkend mogelijk van de oorspronkelijke gegevens, zodat een maximaal contrast zichtbaar wordt. Indien mogelijk worden de processen net zolang voortgezet totdat men theoretische verzadiging bereikt.
Als gegevensbronnen kunnen diverse (schriftelijke) formats gehanteerd worden. Het narratieve interview wordt het meest gebruikt in de gefundeerde theorie. Na de transcriptie kan de bron gecodeerd worden met behulp van open codering, axiale codering en selectieve codering.
De onderzoeker documenteert gedurende de gehele analyse via zogenoemde memo´s zijn hypothesen en denkbeelden die betrekking hebben op de gegevens. Deze documentatie bevordert het reflecteren op verbanden en patronen die naar voren komen uit de gegevensanalyse.